# Polygala albowii
Polygala albowii là một loài thực vật có hoa trong họ Polygalaceae. Loài này được Kem.-Nath miêu tả khoa học đầu tiên.